# Taxidermia

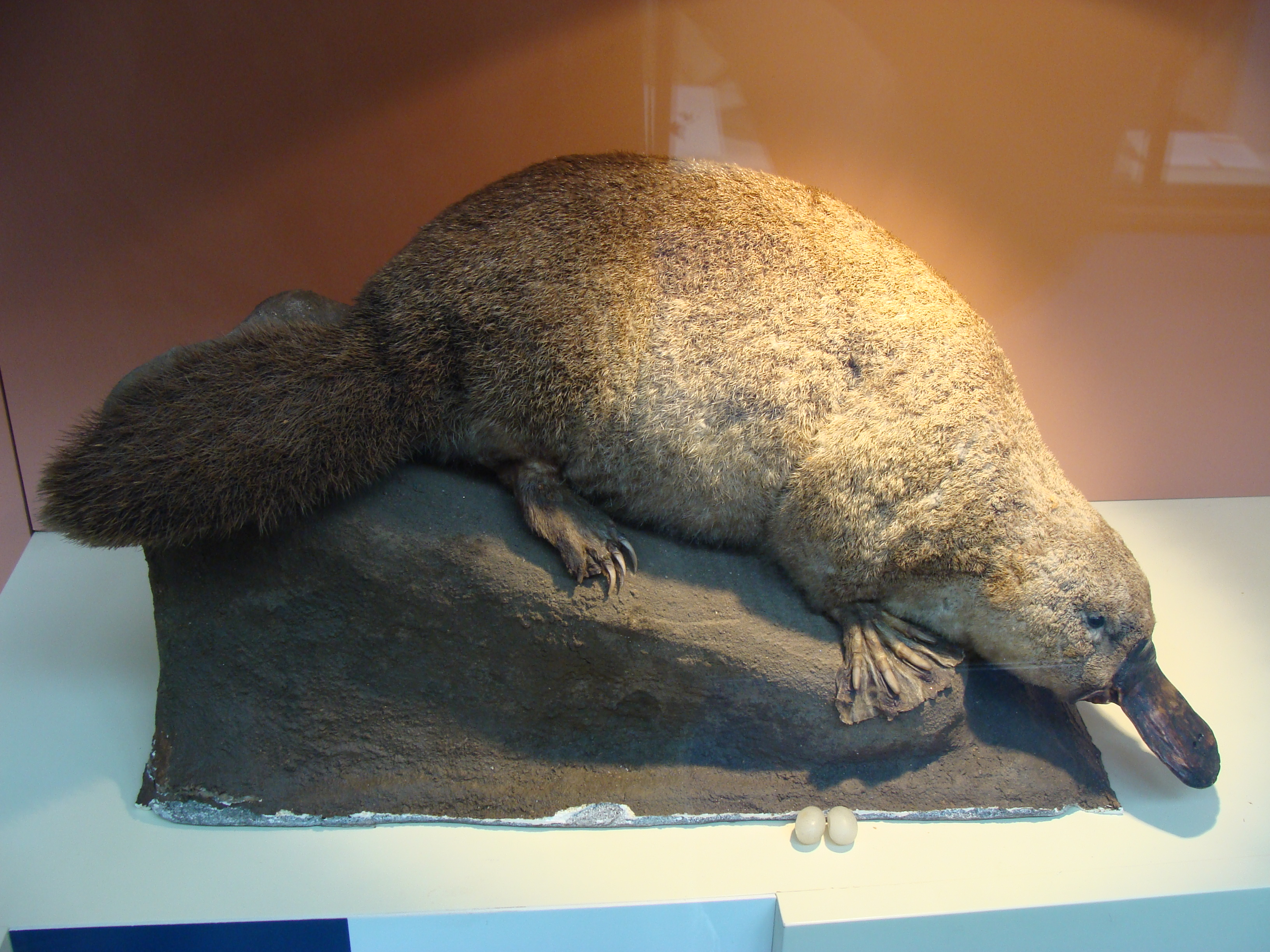
Ornitorrinco taxidermizado no Museu de História Natural de Londres.

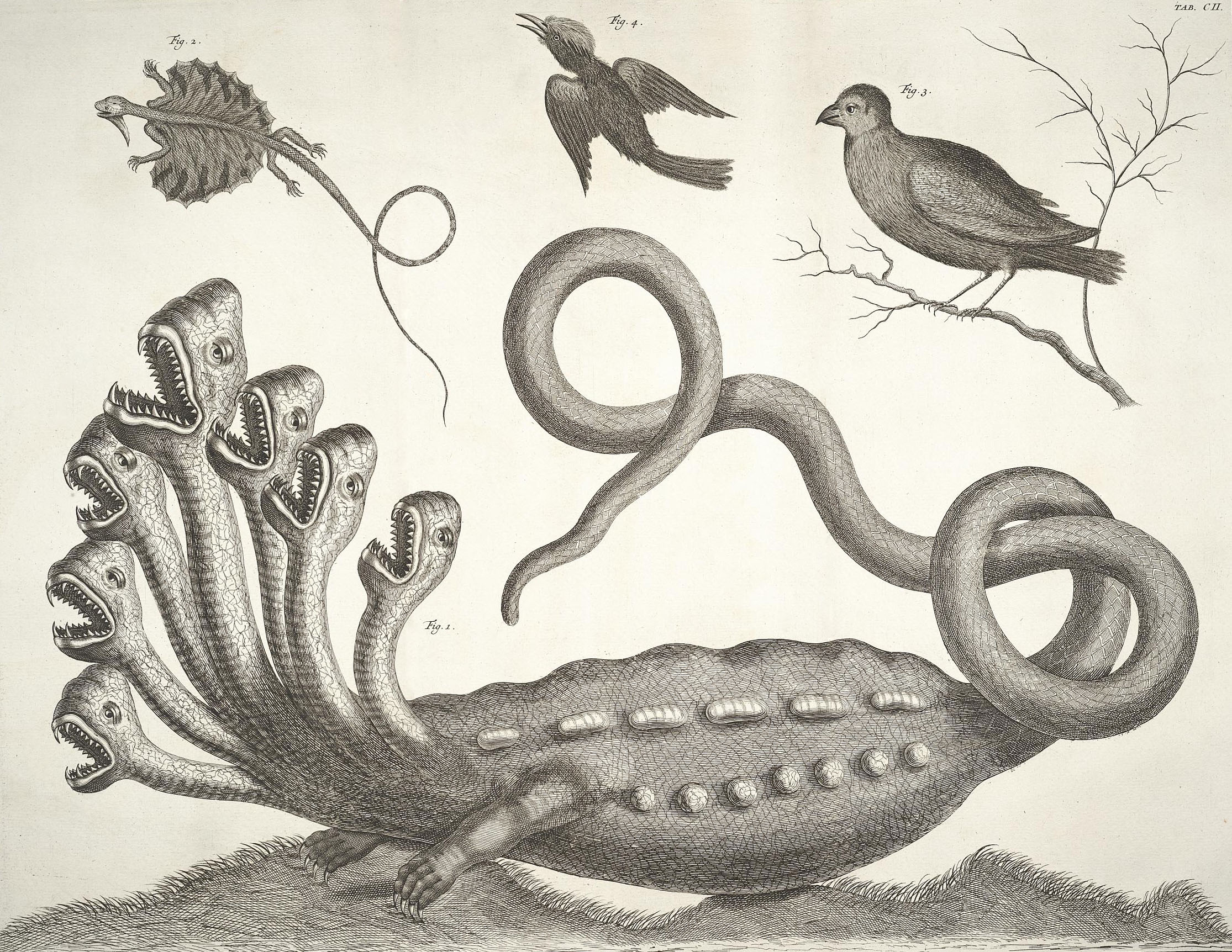
Uma Hidra de Lerna embalsamada pertencente ao presidente da câmara de Hamburgo foi examinada por Carl Linnaeus em 1735, que determinou ser uma combinação de mustelas e peles de cobras.

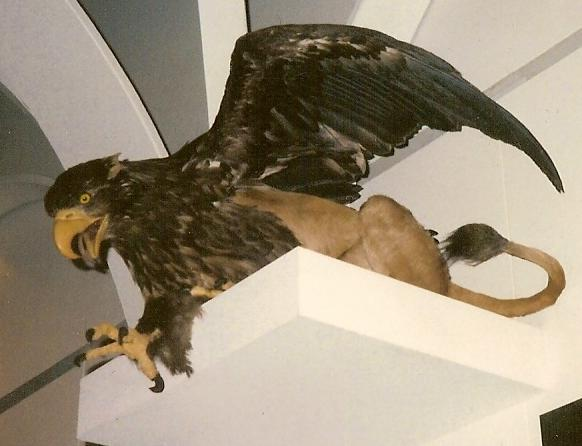
Grifo embalsamado no Museu Zoológico de Copenhaga.

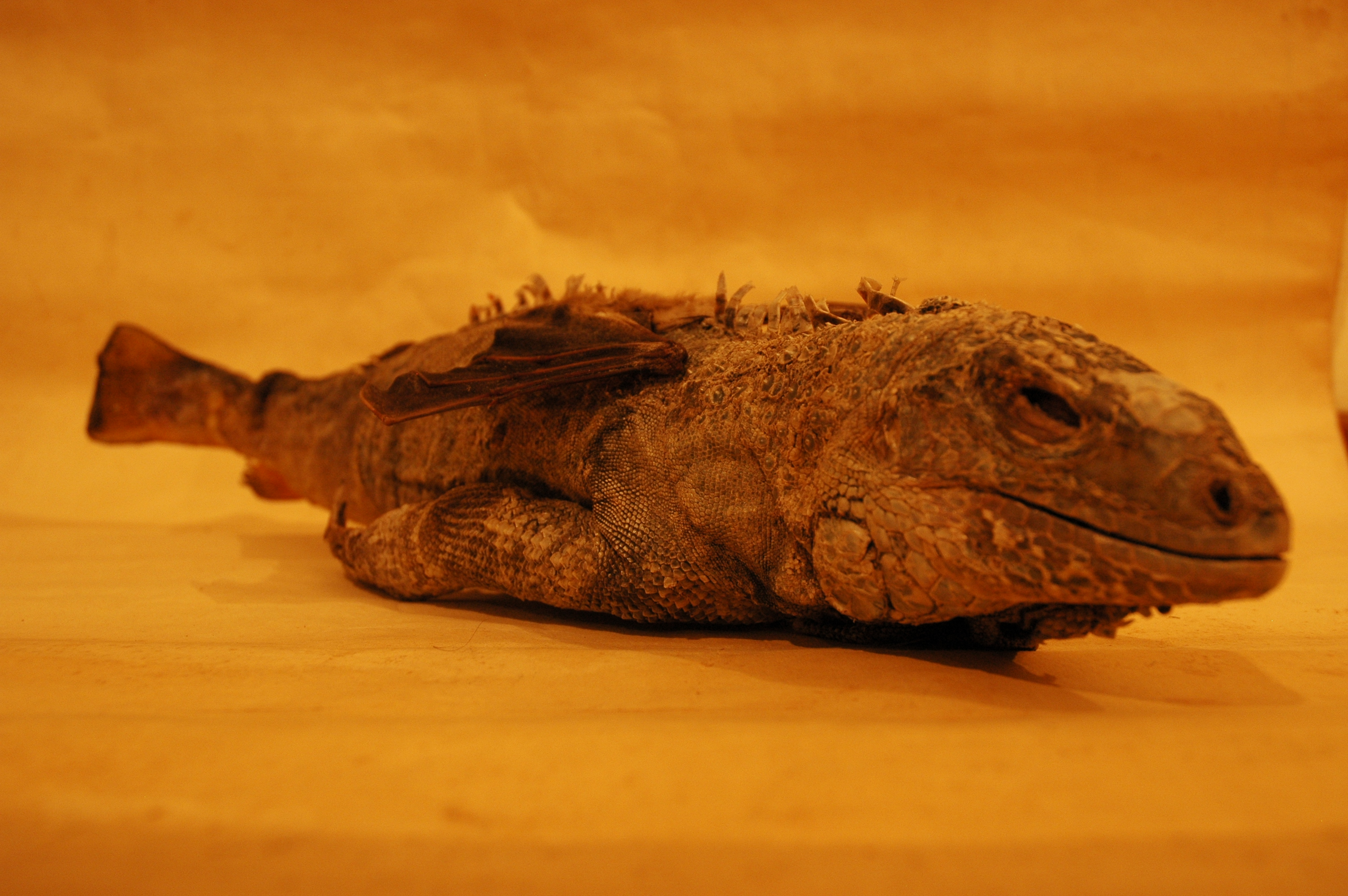
Projecto Brh+ por Henrique Serro (2008)

Taxidermia ou taxiodermia (termo grego que significa "dar forma à pele") é o feito de montar ou reproduzir animais para exibição ou estudo. É a técnica de preservação da forma da pele, planos e tamanho dos animais. É usada para a criação de coleção científica ou para fins de exposição, bem como uma importante ferramenta de conservação, trazendo também uma alternativa de lazer e cultura para a sociedade. Tem como principal objetivo o resgate de espécimes descartados, reconstituindo suas características físicas e, às vezes, simulando seu habitat, o mais fielmente possível para que possam ser usados como ferramentas para educação ambiental ou como material didático. Popularmente o termo empalhar já foi usado como sinônimo de "taxidermizar" entretanto atualmente não se usam mais os manequins de palha e barro para substituir o corpo dos animais. Atualmente são utilizados manequins de poliuretano que possuem toda a anatomia do animal, além de próteses de olhos, cauda, nariz, orelhas, mandíbulas e língua.

## Taxidermia Pária
A Taxidermia pária consiste na criação de animais embalsamados que não possuem uma forma real no seu todo. Peças resultantes desta prática normalmente são compostas por partes de dois ou mais animais embalsamados representando híbridos irreais como quimeras, figuras mitológicas, ou criaturas simplesmente provenientes do imaginário do autor. Para além de serem utilizadas partes distintas de diferentes animais nas peças de taxidermia pária, também é recorrente o uso de materiais artificiais, mais duráveis e que possibilitam resultados mais diversificados. Muitos taxidermistas não consideram esta prática como verdadeira taxidermia. A Taxidermia Pária é comumente vista em apresentações de slide e museus/shows ambulatórios como criaturas extravagantes genuínas.
Quando o ornitorrinco foi descoberto pela primeira vez por europeus em 1798 e o pelo e esboço do animal foram enviados para o Reino Unido, alguns pessoas pensaram que o animal era um embuste. Pensaram que um taxidermista tinha cosido o bico de um pato no corpo de uma espécie de castor. George Shaw que produziu a primeira descrição do animal na "Naturalist's Miscellany" em 1799, até chegou a levar uma tesoura até à pele seca do animal em busca dos pontos de sutura.
O termo original "Rogue Taxidermy" (Taxidermia Pária) foi introduzido pelo grupo MART (The Minnesota Association of Rogue Taxidermists) sediado em Minneapolis, em Outubro de 2004, mais especificamente pelos fundadores da associação, Sarina Brewer, Scott Bibus, e Robert Marbury. O termo apareceu impresso pela primeira vez num artigo da New York Times sobre a exposição estreia do grupo a 3 de Janeiro de 2005.
Trabalhos mal executados que não respeitam a anatomia também são qualificados desta forma, muitos problemas podem aparecer quando falta a técnica e o conhecimento desta arte.